# エルム街の悪夢 ザ・リアルナイトメア
『エルム街の悪夢 ザ・リアルナイトメア』（エルムがいのあくむ ザ・リアルナイトメア、Wes Craven's New Nightmare）は、1994年のアメリカ映画。

## 概要
『エルム街の悪夢』シリーズの七作目であり、番外編にあたる作品。
『エルム街の悪夢』が存在する現実が舞台となっているため、フレディがそれまでとは大きく異なる邪悪な存在として描かれている。
第一作を監督したウェス・クレイヴンが再びメガホンを撮っており、さらに本人役で出演している。
本作のフレディは第一作の凶悪で冷酷な性格に戻されている。またフレディの特徴である鉄の爪や火傷の顔は今までのシリーズとは異なるデザインになっている。
日本では劇場未公開で、ソフトが発売されたのみ。

## ストーリー
映画『エルム街の悪夢』のリメイクが決定したことにより、ウェス・クレイヴンは脚本を執筆し、オリジナルのスタッフとキャストを再結集させた。するとクレイヴンが書いた脚本の通りのできごとが起こり始め、主演女優ヘザーの周りにはフレディが次第にその姿を現し始める。現実と夢の境界が侵食されるかのように曖昧になっていき…。

## キャスト
フレディ・クルーガー / ロバート・イングランド（本人役）：ロバート・イングランド（1人2役）
『エルム街の悪夢』の殺人鬼。映画の中の存在だが、現実世界に現れる。
ロバート・イングランド（本人役）：ロバート・イングランド（1人2役）
映画の中で「フレディ・クルーガー」を演じた俳優。
ヘザー・ランゲンカンプ（本人役）：ヘザー・ランゲンカンプ
映画の中で「ナンシー・トンプソン」を演じた俳優。今作では、現実世界に出たフレディと戦う。
ディラン：ミコ・ヒューズ
ヘザーの息子。夜中に1人でエルム街のビデオをみたりと心配したヘザーは、病院に入院させ検査を受けさせる。
ジョン・サクソン（本人役）：ジョン・サクソン
映画の中で「ドナルド・トンプソン」を演じた俳優。チェイスが事故死して、落ち込んでいたヘザーをフレディ役のイングランドと共に励ましていた。
チェイス：デヴィッド・ニューサム
SFXマンでヘザーの夫。最新作の仕事で、フレディ・クルーガーの新しい爪を作っている。
ウェス・クレイヴン（本人役）：ウェス・クレイヴン
映画監督で『エルム街の悪夢』の生みの親。新作の脚本を書いていたが、それは彼が10年間見ることの無かった悪夢を最近見るようになったからである。

## スタッフ
- 監督・脚本：ウェス・クレイヴン
- 製作総指揮：ウェス・クレイヴン、ロバート・シェイ
- 製作：マリアンヌ・マッダレーナ
- 撮影：マーク・アーウィン
- 美術：シンシア・キャレット
- 音楽：J・ピーター・ロビンソン
- 衣装：メアリー・ジェーン・フォート
- 特撮：ウィリアム・メサ